# Меньково (Ленинградская область)
Менько́во (фин. Menkkova) — деревня в Гатчинском муниципальном округе Ленинградской области.

## История
Обозначена на карте Ингерманландии А. И. Бергенгейма, составленной по материалам 1676 года, как Minkua.
На шведской «Генеральной карте провинции Ингерманландии» 1704 года упоминается как Smenkoaby.
Как Сменко она обозначена на «Географическом чертеже Ижорской земли» Адриана Шонбека 1705 года.
На карте Санкт-Петербургской губернии Я. Ф. Шмидта 1770 года — как деревня Менкова.

МЕНЬКОВО — деревня принадлежит помещику Алексею Петровичу Демидову, отставному полковнику, число жителей по ревизии: 92 м. п., 101 ж. п. (1838 год)

Согласно карте Ф. Ф. Шуберта 1844 года и С. С. Куторги 1852 года, деревня называлась Меньково и насчитывала 44 двора.
На этнографической карте Санкт-Петербургской губернии П. И. Кёппена 1849 года она обозначена как деревня «Menkowa», расположенная в ареале расселения савакотов. В пояснительном тексте к этнографической карте она записана как деревня Smenkowa (Менькова), финское население которой по состоянию на 1848 год составляли савакоты — 71 м. п., 93 ж. п., всего 164 человека, а также присутствовало русское население, количество которого не указано.

МЕНЬКОВО — деревня Гатчинского дворцового правления, по просёлочной дороге, число дворов — 44, число душ — 56 м. п. (1856 год)

Согласно «Топографической карте частей Санкт-Петербургской и Выборгской губерний» в 1860 году деревня называлась Менькова и насчитывала 35 крестьянских дворов.

МЕНЬКОВО — деревня владельческая при колодце, число дворов — 27, число жителей: 58 м. п., 89 ж. п. (1862 год)

В 1864 году временнообязанные крестьяне деревни выкупили свои земельные наделы у П. А. Демидова и стали собственниками земли.
В окрестностях Елицкой горы имеется несколько курганных захоронений XI—XII веков, часть из которых была раскопана в 1872 году известным археологом Львом Константиновичем Ивановским.
На карте 1879 года деревня была названа Меньково (Лорвила) и состояла из 33 крестьянских дворов.

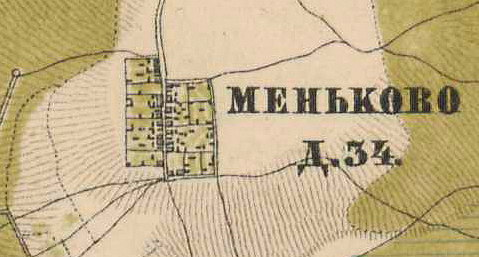
План деревни Меньково. 1885 год

В 1885 году деревня Меньково насчитывала 34 двора.
В конце XIX — начале XX века деревня административно относилась к Гатчинской волости 2-го стана Царскосельского уезда Санкт-Петербургской губернии. Население деревни было исключительно финским.
По данным «Памятной книжки Санкт-Петербургской губернии» за 1905 год «Обществу крестьян деревни Меньково» принадлежала пустошь Абрамовское Меньково.
К 1913 году количество дворов не изменилось.
С 1917 по 1922 год деревня Меньково входила в состав Меньковского сельсовета Гатчинской волости Детскосельского уезда.
С 1922 года в составе Покровского сельсовета.
С 1923 года в составе Погостинского сельсовета Гатчинского уезда.
С 1924 года в составе Коленского сельсовета.
Согласно данным переписи населения СССР 1926 года в деревне Меньково Коленского сельсовета Троцкой волости Троцкого уезда проживали 276 человек, большинство финны, а также русские.
С 1928 года в составе Никольского сельсовета. В 1928 году население деревни Меньково также составляло 276 человек.

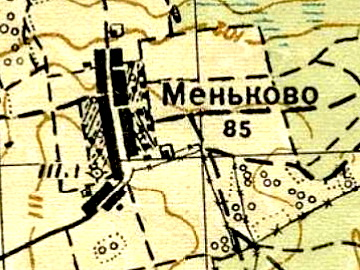
План деревни Меньково. 1931 год

Согласно данным топографической карты РККА Ленинградской области 1931 года деревня насчитывала 85 дворов.
По данным 1933 года деревня Меньково входила в состав Никольского сельсовета Красногвардейского района.
Деревня была освобождена от немецко-фашистских оккупантов 28 января 1944 года.
В 1958 году население деревни Меньково составляло 518 человек.
По данным 1966 и 1973 годов деревня Меньково также входила в состав Никольского сельсовета. По данным 1973 года, в деревне располагалась опытная станция Агрофизического института.
По данным 1990 года деревня Меньково находилась в административном подчинении Кобринского поселкового совета.
В 1997 году в деревне проживали 577 человек, в 2002 году — 598 человек (русские — 84%), в 2007 году — 555, в 2010 году — 535.

## География
Деревня расположена в центральной части Гатчинского района на автодороге 41К-216 (Никольское — Кобрино).
Расстояние до административного центра поселения, посёлка Кобринское — 7 км
Расстояние до ближайшей железнодорожной платформы Прибытково — 3 км.
Деревня находится на правом берегу реки Суйды.

## Демография
| 1838 | 1848 | 1862 | 1928 | 1958 | 1997 | 2002 | 2007 | 2010 |
| ---- | ---- | ---- | ---- | ---- | ---- | ---- | ---- | ---- |
| 193  | ↘164 | ↘147 | ↗276 | ↗518 | ↗577 | ↗598 | ↘555 | ↘535 |
| 2014 | 2017 |      |      |      |      |      |      |      |
| ↗565 | ↘530 |      |      |      |      |      |      |      |

### Национальный состав
Согласно данным Всероссийской переписи населения 2021 года в деревне проживал 601 человека, из них:
 русские — 562, белорусы — 4, чуваши — 3, украинцы — 2, финны-ингерманландцы — 2, поляки — 1, другие национальности — 5 человек, остальные национальность не указали.

## Инфраструктура
В деревне находится Меньковская опытная станция Агрофизического научно-исследовательского института (АФИ) Российской академии сельскохозяйственных наук.
На 2014 год в деревне было учтено 242 домохозяйства.

## Транспорт
К востоку от деревни расположена платформа Прибытково на железнодорожной линии Санкт-Петербург — Луга, по которой осуществляется пассажирское сообщение пригородными электропоездами.
К западу от деревни проходит автодорога Р23 «Псков» (E 95, Санкт-Петербург — граница с Беларусью).
Осуществляется автобусное сообщение пригородным маршрутом № 516 Гатчина — Прибытково.

## Улицы
Меньковская, Новая, Огородная, Полевая.

## Садоводства
Лесная поляна, Меньково.